# Omphalotropis latilabris
Omphalotropis latilabris је пуж из реда Littorinimorpha. 

## Угроженост
Подаци о распрострањености ове врсте су недовољни.

## Распрострањење
Гвам је једино познато природно станиште врсте.